# Obroatis vinea
Obroatis vinea là một loài bướm đêm trong họ Erebidae.